# HV Wilskracht
HV Wilskracht was een Nederlandse handbalvereniging uit het Geleense wijk Lindenheuvel in Limburg.

## Geschiedenis
Wilskracht werd op 24 juni 1942 opgericht en was hiermee jarenlang de oudste handbalvereniging in Limburg. Naaste handbalverenigingen zoals Sittardia en Vlug en Lenig zijn voortgekomen uit Wilskracht.
De laatste jaren van het bestaan van de handbalvereniging kampte de club met financiële en organisatorische problemen. Vooral de concurrentie van Vlug en Lenig zorgde ervoor dat de vereniging amper jonge spelers aan zich kon binden. In 2006 werd op de algemene ledenvergadering de vereniging ontbonden.